# Nokaze
Il Nokaze (野風? lett. "Vento sui campi") è stato un cacciatorpediniere della Marina imperiale giapponese, tredicesima unità appartenente alla classe Minekaze. Fu varato nell'ottobre 1921 dal cantiere navale di Maizuru.
Spostato in seconda linea durante gli anni trenta, a partire dalla partecipazione dell'Impero giapponese alla seconda guerra mondiale rimase nelle acque settentrionali di Hokkaidō e isole Curili, espletando funzioni di vigilanza, scorta e pattugliamento; tali attività furono interrotte dalla breve e trascurabile partecipazione all'invasione di Attu e Kiska (estate 1942), dall'evacuazione della seconda l'anno successivo e da periodici raddobbi, durante i quali subì anche modifiche all'armamento. Solo al principio del 1945 fu trasferito a sud e da metà febbraio fu basato alla baia di Cam Ranh: tuttavia il 20 del mese stesso fu silurato appena fuori la rada. Fu annientato da una grande esplosione e solo una ventina di membri dell'equipaggio sopravvissero al disastro.

## Servizio operativo

### Costruzione
Il cacciatorpediniere Nokaze fu ordinato nell'anno fiscale edito dal governo nipponico nel 1918. La sua chiglia fu impostata nel cantiere navale di Maizuru il 16 aprile 1921 e il varo avvenne il 1º ottobre dello stesso anno; fu completato il 31 marzo 1922 e il 1º agosto 1928. Fino ai primi anni 1930 operò nelle divisioni cacciatorpediniere di prima linea, quando fu rimpiazzato dai più recenti esemplari classe Fubuki.

### 1941-1943
Nel 1940-1941 il Nokaze, allora al comando del capitano di corvetta Akifumi Kawahashi, formò con il Namikaze, il Numakaze e il Kamikaze la 1ª Divisione cacciatorpediniere, che fu assegnata al Distretto di guardia di Ominato responsabile della sicurezza delle acque attorno Hokkaidō e isole Curili. In realtà il Kamikaze, nave ammiraglia, era l'unità eponima della stessa classe, ma la somiglianza di progetto tra questa e le ultime unità tipo Minekaze rendeva possibile far operare insieme le navi. Il 4 dicembre 1941, nell'imminenza dell'attacco di Pearl Harbor, il Nokaze lasciò Ominato e intraprese pattugliamenti e difesa del traffico navale nella vasta area Hokkaidō-isole Curili. Il 15 aprile 1942, in una delle soste logistiche alla base, passò agli ordini del capitano di corvetta Teizō Tokiwa, quindi riprese i propri compiti sino al 25 maggio, quando assieme al resto della 5ª Flotta salpò alla volta delle isole Aleutine, operazione accessoria all'attacco principale su Midway: rimase nel settore per alcune settimane, poi rientrò a Ominato e reiniziò il servizio di vigilanza per lo più attorno Hokkaidō. A partire dal 10 dicembre fu distaccato per proteggere il flusso di convogli che univa l'isola a Yokosuka.
Il 17 maggio 1943 il Nokaze, sempre impegnato nella difesa del traffico navale, fu trasferito direttamente alla 5ª Flotta, poi il 15 giugno tornò nei ranghi della 1ª Divisione. Il 1º luglio salpò da Ominato e coprì altre unità, impegnate nella seconda metà del mese nell'evacuazione dell'isola di Kiska, operazione riuscita senza perdite e in unico movimento. A partire dal 5 agosto tornò a operare tra Hokkaidō e le Curili. Il 10 novembre il comando fu assunto dal capitano di corvetta Taro Ebihara che, più di un mese dopo, divenne anche comandante della 1ª Divisione dopo che il capitano di vascello Yasumasa Watanabe era perito nell'affondamento della sua ammiraglia, il Numakaze. Il 21 dicembre il Nokaze si fermò a Hakodate abbisognando di un esteso raddobbo. Nel corso dei lavori fu modificato in accordo al suo ruolo di cacciatorpediniere di scorta: perse i cannoni numero 2 e 3, i tubi lanciasiluri a mezzanave, le mitragliatrici leggere, l'apparato sminatore e aggiunse cinque impianti binati di cannoni contraerei Type 96 da 25 mm L/60; a poppa furono sistemati quattro lanciatori di bombe di profondità con complessivi trentasei ordigni. Il dislocamento aumentò un poco e la velocità massima calò a 35 nodi.

### 1944-1945 e l'affondamento
Il Nokaze tornò operativo il 2 febbraio 1944 e tornò poco dopo a Ominato: a partire dal 15 ricominciò il monotono servizio di pattugliamento, scorta a convogli e vigilanza, che lo tenne impegnato per il resto dell'anno senza avvenimenti significativi. Il 21 dicembre dovette comunque fermarsi a Ominato per una revisione generale, durante la quale ebbe notizia (10 gennaio 1945) dell'avvenuto trasferimento alle dirette dipendenze della Flotta Combinata. Dopo aver aggiunto anche sei-dieci cannoni Type 96 da 25 mm su affusti singoli, il Nokaze ebbe nuovi ordini che lo destinarono a Moji, nel Giappone meridionale: da qui salpò il 26 in difesa del convoglio HI-91, diretto a Singapore, assieme al Kamikaze. La traversata fu però funestata da attacchi di sommergibili, che colarono a picco un mercantile e il kaibokan Kume: il Nokaze e il Kamikaze raccolsero parte dei naufraghi e furono dirottati alla base militare di Mako. Ripartirono l'11 febbraio per rinforzare la scorta delle navi da battaglia Ise e Hyuga, in arrivo da Singapore con un prezioso carico di combustibile. Il congiungimento avvenne in mare tre giorni dopo, ma i due vecchi cacciatorpediniere non riuscirono a mantenere la costante velocità di 18 nodi e, quindi, furono inviati a Singapore il 15. Le due corazzate arrivarono indenni in Giappone a dispetto delle imboscate di numerosi battelli; anche il Nokaze e il Kamikaze giunsero a destinazione e fecero base nella baia di Cam Ranh. Nelle prime ore della notte del 20 febbraio le due navi, a nord di Cam Ranh, furono localizzate dal sommergibile USS Pargo, che procedeva in emersione: il battello attaccò con decisione e centrò con alcuni siluri il Nokaze. All'altezza di Capo Varella in Indocina il cacciatorpediniere fu sventrato da una formidabile esplosione (12°48′N 109°38′E) e affondò subito con 209 morti; il Kamikaze trasse in salvo solo venti sopravvissuti e il comandante Ebihara.
Il 10 aprile 1945 il Nokaze fu depennato dai registri del naviglio in servizio con la Marina imperiale giapponese. Fu l'ultimo cacciatorpediniere nipponico a cadere vittima, nel corso della seconda guerra mondiale, di un attacco sottomarino.